# SIP Strojna Industrija
SIP Strojna Industrija – słoweński producent maszyn rolniczych pod marką SIP z siedzibą w Šempeter w Savinjskiej dolinie.

## Historia
W 1954  powstał Agroservis – warsztat zajmujący się konserwacją i naprawą maszyn rolniczych. W następnych latach stopniowo wprowadzano produkcję maszyn rolniczych. W roku 1967 nazwę Agroservis zamieniono na SIP (Strojno Industrijsko Podjetje). W roku 1969 firma skoncentrowała się na seryjnej produkcji maszyn rolniczych i powoli zaczęła wycofywać pozostałą produkcję. Nawiązano współpracę z austriacką firmą Pöttinger w produkcji maszyn do zbioru kukurydzy na kiszonkę oraz holenderską firmą PZ Zweegers & Zonen co zaowocowało licencyjną produkcją rotacyjnych kosiarek bębnowych.

## Produkty
Obecnie firma jest producentem kosiarek bębnowych i dyskowych, przetrząsaczy, zgrabiarek, przyczep samozbierających, roztrząsaczy obornika i maszyn do zbioru kukurydzy.